# Edifício dos Arquitetos
Edifício dos Arquitetos é um prédio inaugurado no ano de 1966, feito para receber a sede baiana do Instituto de Arquitetos do Brasil (IAB), localizado na Ladeira da Praça, na cidade de Salvador, capital do estado brasileiro da Bahia.

## História
O Instituto de Arquitetos do Brasil (IAB) é uma entidade civil de direito privado, com finalidades culturais e sem fins lucrativos, como uma organização trabalhista de arquitetos fundada no Rio de Janeiro, em 26 de janeiro de 1921.
O edifício dos arquitetos em Salvador é a sua representante no estado da Bahia. O prédio próprio da entidade em Salvador foi inaugurado no ano de 1966, em meio a Ditadura militar brasileira durante o VI Congresso Brasileiro de Arquitetos. A escolha do projeto foi realizada entre os arquitetos associados na entidade. O ato de inauguração teve a presença de inúmeros arquitetos importantes, como, Vilanova Artigas, Joaquim Guedes, Mauricio Roberto, Miguel Pereira e Jorge Wilheim, contando com a presença do então Governador baiano, Lomanto Junior.
O prédio teve a preocupação de estar ligado e contextualizado junto ao Centro Histórico de Salvador, tornando o prédio um exemplar da arquitetura contemporânea em Salvador. Com estilo contemporâneo, o prédio apresenta característica horizontalizada harmonizados com  grossas alvenarias de pedra a vista e cascalho além de pedra de escavações que fizeram parte do antigo baluarte da cidade, além de azulejos decorados.

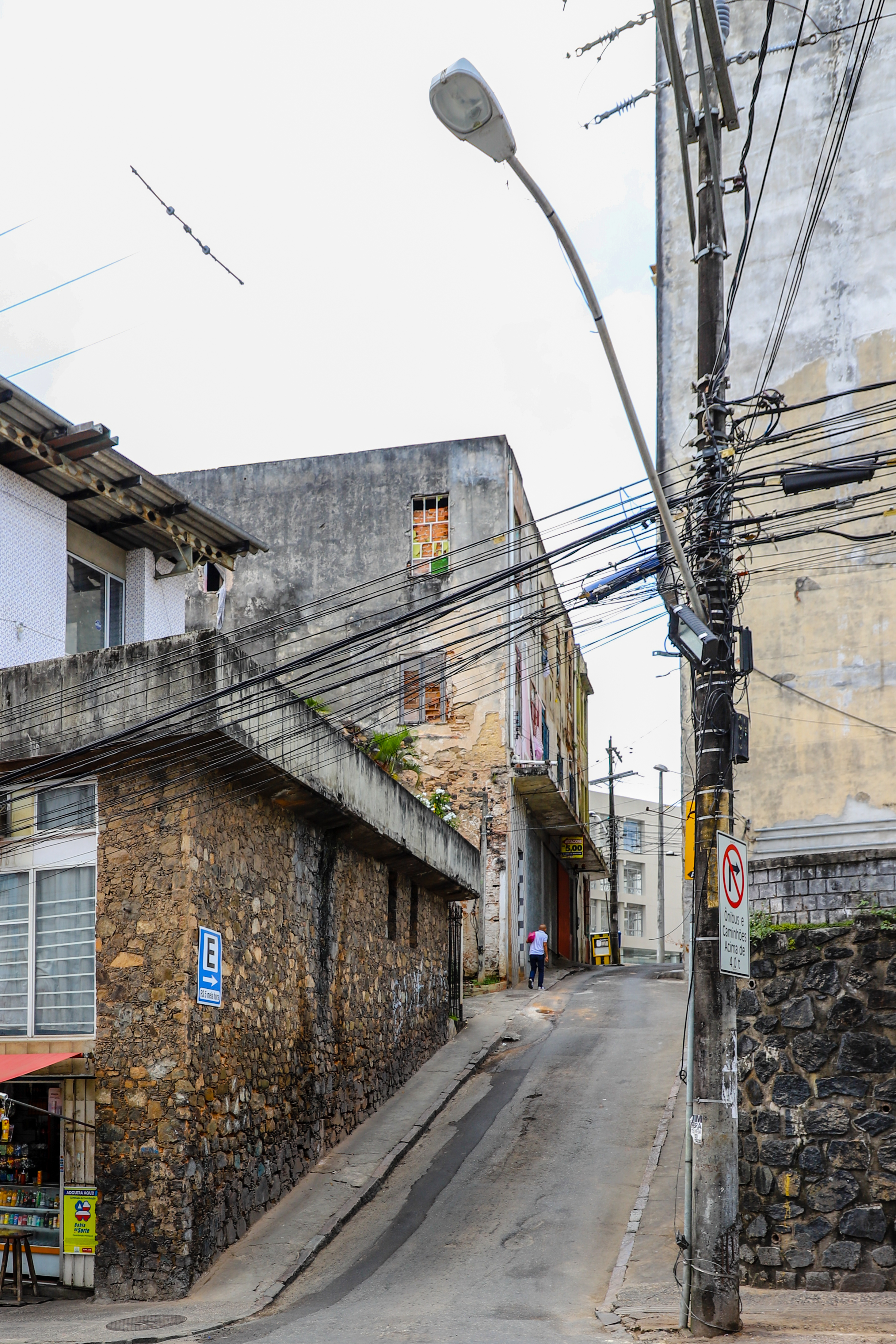
Detalhes da parede do Edifício dos Arquitetos

## Acervo
O órgão conta com um acervo histórico das atividades arquitetônicas baiana e diversos itens que contam a história da arquitetura brasileira. No ano de 2021, a entidade lançou em formato online, o acervo para disponibilizar o acervo para pesquisadores e cidadãos.

## Tombamento
O edifício passou pelo processo de tombamento junto ao Instituto do Patrimônio Artístico e Cultural da Bahia (IPAC), órgão de preservação de memória do estado da Bahia.
O prédio representa um importante marco arquitetônico ao versar elementos contemporâneos na área histórica de Salvador, além de representar um momento em que a classe arquitetônica baiana continuou realizando suas atividades culturais e reuniões em detrimento a Ditadura militar.